# Зеленодольск (город, Украина)
Зеленодо́льск (укр. Зеленодольськ) — город в Криворожском районе Днепропетровской области Украины, административный центр Зеленодольской городской общины.

## Географическое положение
Город Зеленодольск находится на берегу водохранилища Криворожской ТЭС (Зеленодольское водохранилище).
С северной части к городу примыкает село Малая Костромка.
Через город проходит автомобильная дорога Т-0419. Рядом проходит железная дорога, станция Дубки в 3 км. К городу примыкают шлакоотстойники Криворожской ТЭС (3,5 км²). К Криворожской ТЭС ведёт отдельная железнодорожная ветка, станция Зелёное Поле.

## История
История Зеленодольска тесно связана со строительством Криворожской ГРЭС-2 (ныне — Криворожская ТЭС), проект которой был утверждён Советом министров Украинской ССР 31 января 1961 года. Верховный Совет УССР постановлением от 7 октября 1961 года утвердил и название посёлка — Зеленодольск.
В конце 1961 года строители заселили первые временные дома, были открыты столовая и клуб.
В 1965 году пущен первый энергоблок мощностью 300 МВт. В 1966—1972 года запущены энергоблоки № 2-10 суммарной мощностью 3000 МВт (на то время Криворожской ГРЭС-2 была самой мощной в Европе).
В 1993 году присвоен статус города.
До 2020 года Зеленодольск входил в состав Апостоловского района, в котором составлял Зеленодольский городской совет, в который, кроме того, входило село Малая Костромка.
3 сентября 2022 года россияне из реактивных систем залпового огня «Ураган» обстреляли город и убили украинского девятилетнего ребёнка, а ещё 10 человек пострадали, большинство раненых — в тяжелом состоянии.

## Население
В 1989 году численность населения составляла 15 355 человек. По состоянию на 1 января 2013 года численность населения составляла 13 947 человек.

### Языковой состав
Родной язык населения по данным переписи 2001 года:
| Язык       | Численность, чел. | Доля     |
| ---------- | ----------------- | -------- |
| Украинский | 10 792            | 72,01 %  |
| Русский    | 4 114             | 27,45 %  |
| Другие     | 80                | 0,54 %   |
| Итого      | 14 986            | 100,00 % |

## Экономика
- ПАО ДТЭК Днепроэнерго Криворожская ТЭС.
- ОАО Завод Континент, по состоянию на 2020 год полностью разрушен.
- ООО Зеленодольскрыба.
- ОАО Электроюжмонтаж.
- ООО Зеленодольский хлебокомбинат.

## Объекты социальной сферы
- Детские сады «Журавушка», «Золушка» и ясли-сад «Росинка».
- Школа № 1.
- Школа № 2.
- Зеледольский лицей интернат
- Зеленодольская заочная школа.
- Зеленодольская школа искусств.
- Зеленодольский профессиональный лицей.
- Музыкальная школа.
- Криворожский филиал Каменского энергетического техникума.
- Филиал Одесского политехнического университета.
- Дом детского творчества.
- Дворец культуры.
- Зеленодольский центр первичной медико-санитарной помощи.
- Пункт базирования экстренной медицинской помощи.
- Амбулатория с дневными стационарами.
- Спасательная станция на водохранилище.
- Пожарно-спасательная часть.
- Зеленодольское отделение полиции.
- 2 библиотеки.
- Пляжно-развлекательная зона водохранилища «Море».
- Детская Юношеская Спортивная Школа.

## Достопримечательности
- Братская могила советских воинов.
- Памятник погибшим афганским воинам.
- Памятник чернобыльцам.
- Монумент «Женщина с голубями».

## Галерея

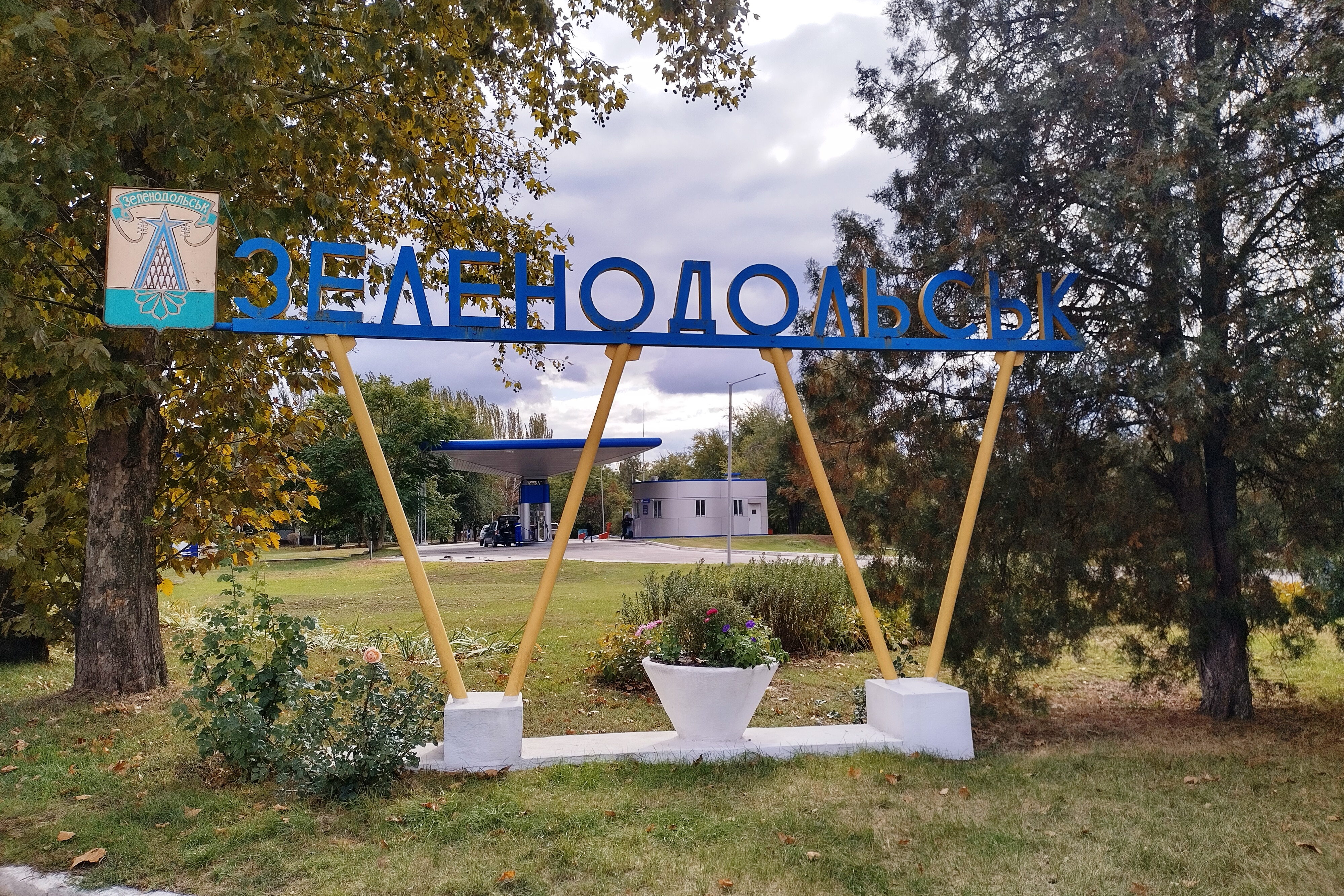
Стела на въезде в город
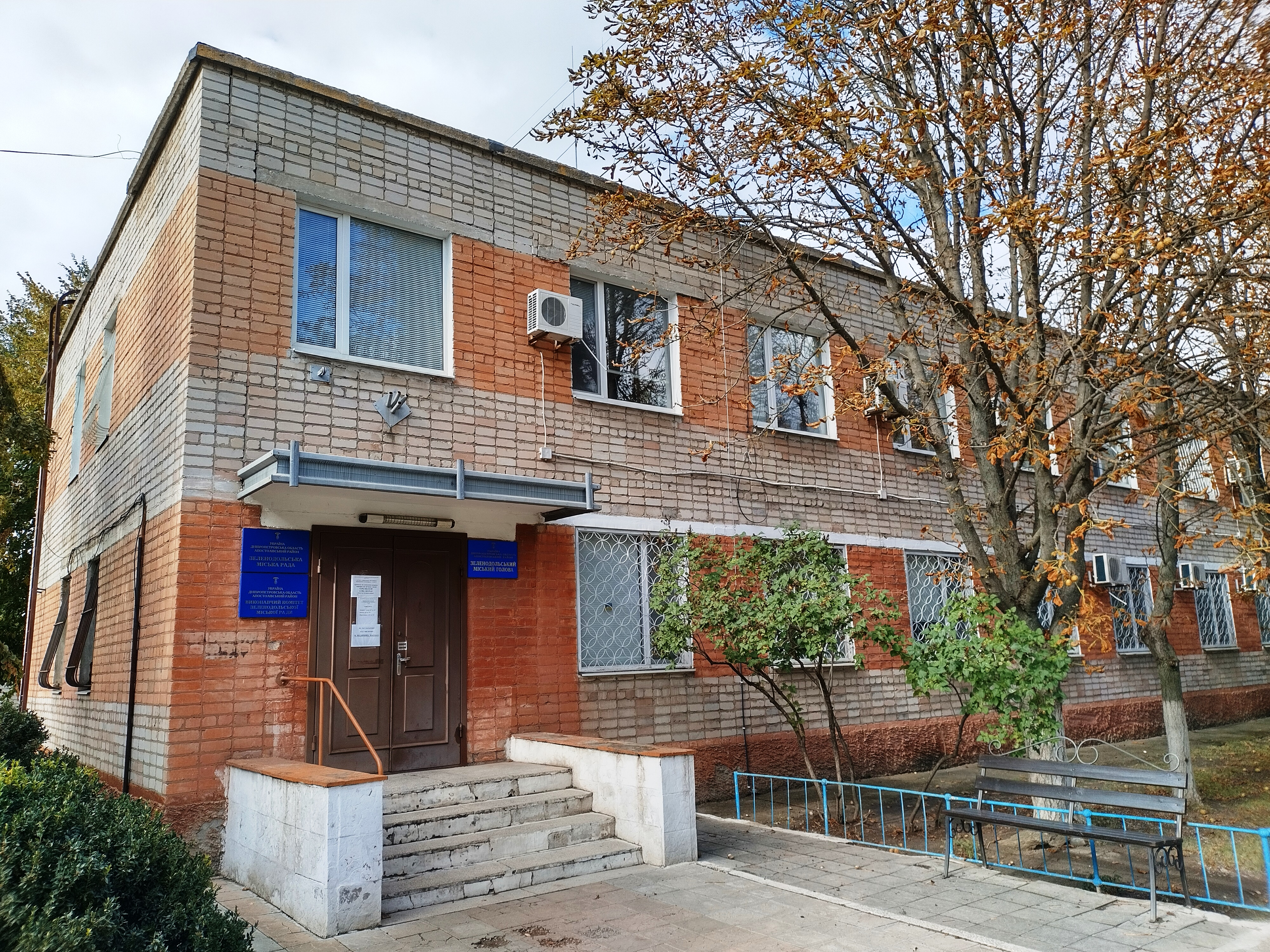
Здание городского совета
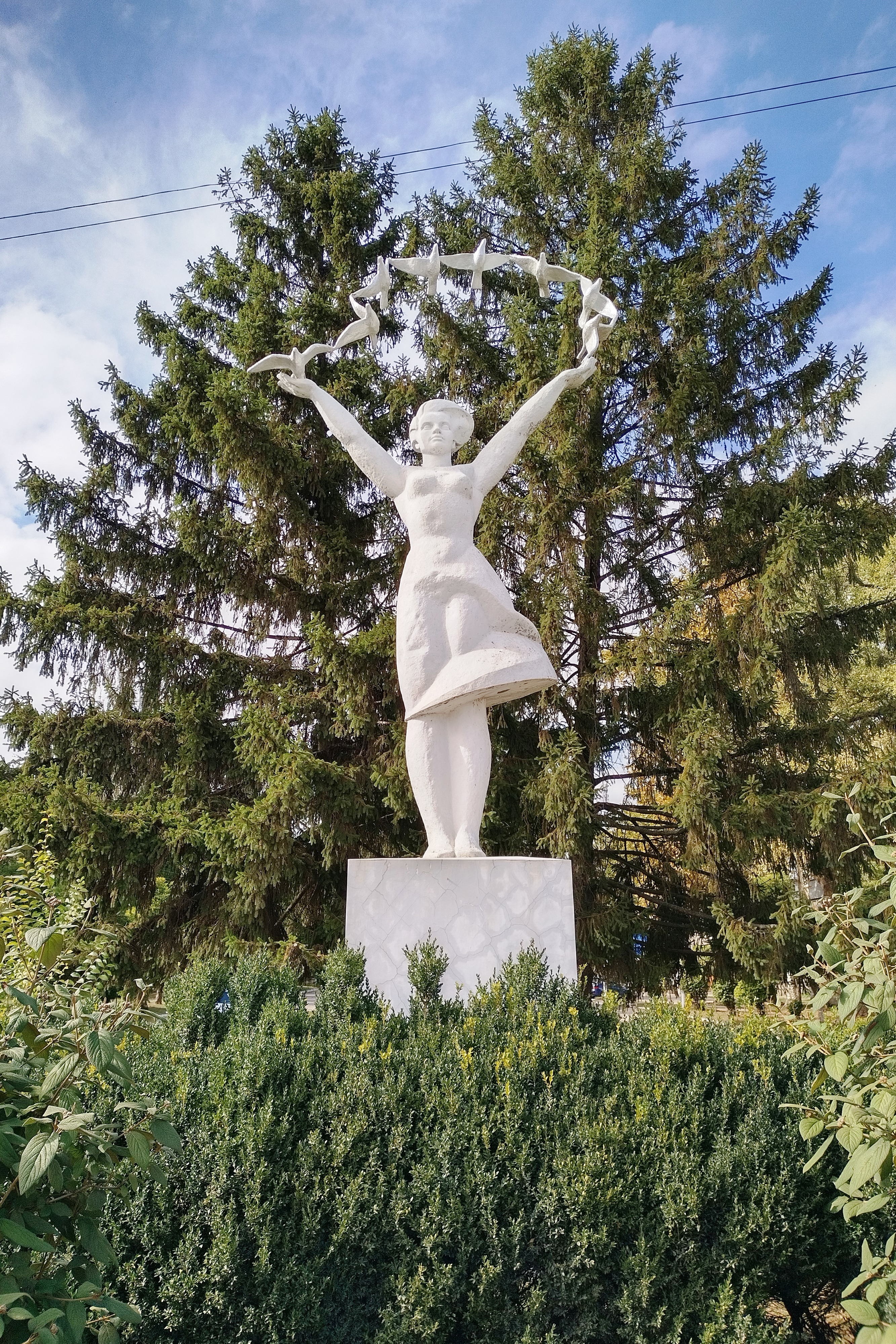
Монумент "Женщина с голубями"
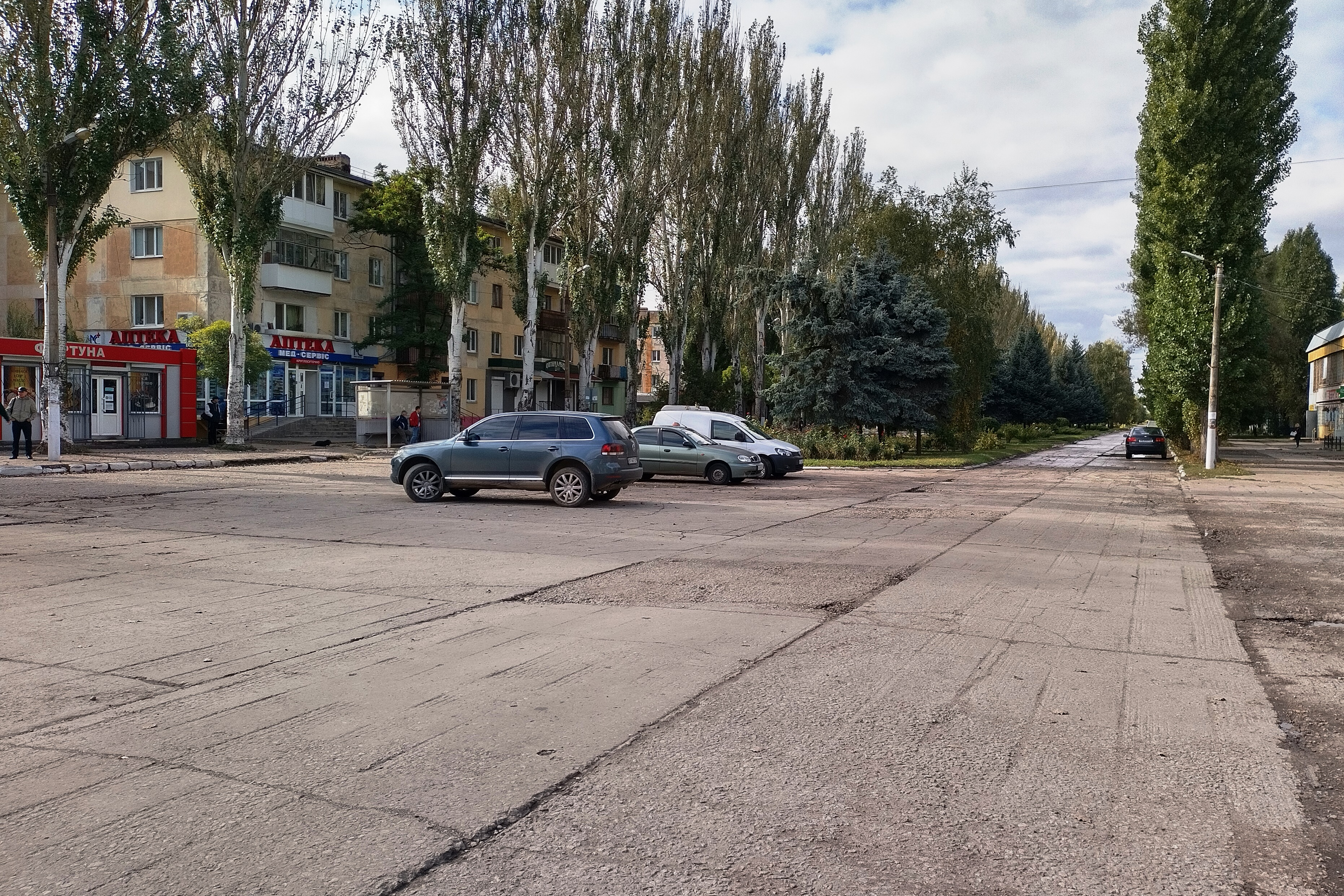
Проспект Независимости